# 2010年冬季奥林匹克运动会
第二十一屆冬季奧林匹克運動會（英語：the XXI Olympic Winter Games），一般稱為溫哥華冬奧，於2010年2月12日至28日間在加拿大卑詩省溫哥華舉行，而部分項目則會於鄰近的威士拿舉行。此屆奧運會是繼1976年蒙特利爾夏季奧運會和1988年卡加利冬季奧運會後，加拿大第三次舉辦的奧運會，亦是不列颠哥伦比亚省首次舉辦的奧運會。
最終，東道主加拿大憑冰球、冰壺、雪車等項目反超挪威，以14金7銀5銅完成賽事，除了成功登上獎牌榜首位外，也成為了歷屆冬季奧運中成績最傑出的主辦國，德國和美國則排名次位和第三。加拿大同時也是歷屆冬季奧運中取得最多金牌的國家，打破了前蘇聯在1976年創下的13金以及挪威在2002年同樣創下的13金紀錄，另外也一掃1976年蒙特利爾夏季奧運會和1988年卡加利冬季奧運會身為東道主卻未能夺得金牌的窘境。

## 背景
為了爭取2010年冬季奧運會的主辦權，加拿大有三個城市角逐提名為代表該國的候選城市，分別是魁北克城（角逐2002年主辦權的落選城市之一）、卡尔加里（1988年的主辦城市）和溫哥華。在1998年11月21日舉行的第一輪投票中，溫哥華－威士拿區獲得了26票，魁城獲得了25票，而得票最低（21票）的卡尔加里則被淘汰。在同年12月3日舉行的第二輪投票中，溫哥華以40票比32票擊敗魁城，成為代表加拿大的候選城市，而溫哥華亦開始準備與其他國際城市爭取最後的主辦權。
經過了發生於冬季奧運的2002年主辦權投票中的賄賂醜聞，國際奧委會為下一屆投票更改了許多關於投票過程的章程，並於2002年10月24日創立了評審委員會。在為2008年夏季奧運主辦權投票之前，參加競爭的主辦城市常常會包機邀請奧委會委員到其城市，並隨其遊覽，以及提供當地的禮物。缺乏監督的結果就引起了許多賄選的指責。國際奧委會在輿論壓逼下將投票的章程嚴謹化，把焦點集中在審核主辦城市的技術方面是否達到要求。奧委委員將各城市特點作為分析報告，並將意見轉上奧委會。主辦城市的投票申請於2003年1月提交，審核方面則在2003年5月前結束，並隨後提交出結論報告。
溫哥華的居民在一個公民投票中被問到如果溫哥華成功中標，他們是否願意接受作為主辦城市的居民所需負擔的責任。結果顯示64%的居民表示接受，是同類型的公民投票第一次獲得成功。鄰近美國華盛頓州的州議會以及時任州長駱家輝亦通過了一項決議表示支持溫哥華的競選，並將之送交國際奧委會。
國際奧委會於2003年2月公佈最後的挑選名單，當中包括溫哥華及另外兩國的候選城市：韓国的平昌和奧地利的薩爾茨堡。主辦權在同年7月2日於捷克布拉格舉行的第115屆國際奧委會會議中由投票取決。在第一輪投票中，平昌郡取得了最高票數，而得票最低的薩爾茨堡則被淘汰。在第二輪投票中，絕大部分投票給薩爾茨堡的委員都將其選票投給了溫哥華，溫哥華因此獲得了2010年冬季奧運會的主辦權。
多倫多曾於2001年代表加拿大角逐2008年夏季奧運的主辦權。由於奧運會的主辦權通常由各大洲之間輪替，如果多倫多當年成功中標，溫哥華幾乎肯定沒有機會獲得2010年冬季奧運的主辦權，而不列颠哥伦比亚省當時亦因此拒絕表態支持多倫多的競選。多倫多最終敗於北京。
溫哥華是歷屆冬季奥運會主辦城市之中的首個沿岸城市（而2014年冬季奥運會的主辦城市索契將會是第二個）、冬季平均氣溫最高的城市（而2014年冬季奥運會的主辦城市索契則更高）、以及都會區人口最多的城市。（2006年主辦城市都靈的市内人口較溫哥華市多，但都會區人口卻少於溫哥華。）

## 建程

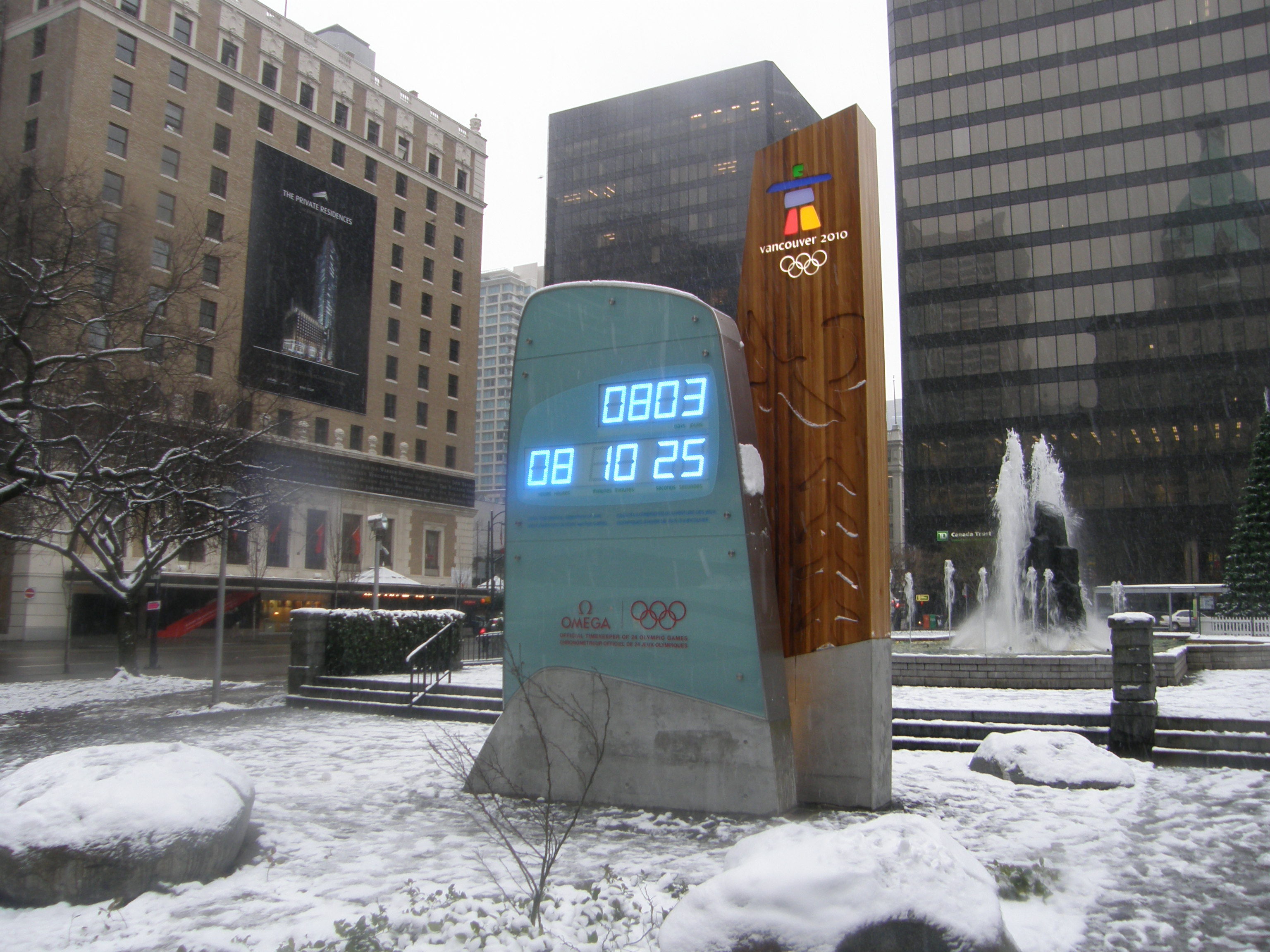
位於溫哥華市中心的2010年冬奥倒數鐘（摄于2007年12月）。

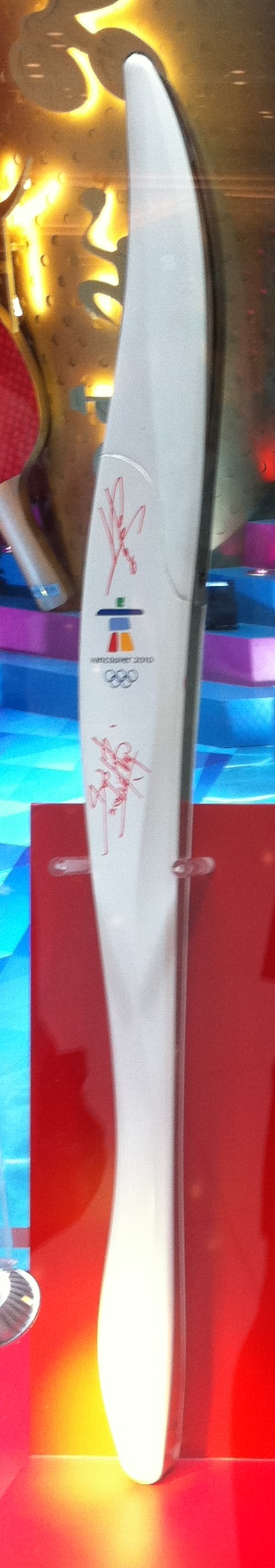
2010年冬季奧運會火炬

溫哥華在角逐2010年冬季奧運的主辦權時遇到的最大問題是如何集資興建比賽場地。經溫哥華奧組委（Vancouver Organizing Committee，VANOC）的協調，興建場館所需的資金將由加拿大聯邦政府和卑詩省政府各出一半。奧組委後來亦開始接受私營企業和機構所提供的贊助和捐款。這些機構普遍認為主辦奧運會將有助鞏固溫哥華在舉辦1986年世界博覽會時已建立的聲望，以及提升本地的基礎建設（例如擴建溫哥華架空列車系統），所以都踴躍提供資金。
省内基礎建設的擴建工程皆是卑詩省政府而非奧組委的範疇。連接列治文市、溫哥華國際機場和溫哥華市中心的捷運線（溫哥華架空列車加拿大線）經過3年多的工程，已經於2009年8月17日通車。省政府亦斥資六億加元擴建連接溫哥華和威士拿的海天公路（Sea-to-Sky Highway）以迎合奧運會期間的交通流量。
2010年冬季奧運的運作開支於2004年時預計為大概14億加元。奧組委首席執行官費爾朗於2006年時則估計運作開支將大概為17億加元，資金主要來自贊助商和拍賣電視轉播權，並且無需由政府撥款。五億八千萬元將用於興建或翻新比賽場地，而二億元將用於保安開支。保安服務將主要由加拿大皇家騎警提供。

## 象徵

### 大會標誌
2010年冬季奧運的標誌在2005年4月23日公佈，是依照因努伊特石堆的形象描繪而成，名為「Ilaanaq」，是因纽特语中朋友的意思。因努伊特石堆廣泛分布於加拿大北極圈內，由生活在這片土地上的數個原住民族群所建，讓人在缺乏自然地標的雪地上也可認出自己身在何方。另外，標誌形象也可以被理解為一名冰球的守門員，反映冰球作為加拿大國粹運動的地位。

### 獎牌
本屆冬奧會的獎牌是由當地的原居民亨特和設計師阿尔贝尔花18個月完成。這屆賽事的獎牌最大的特色是呈波浪形設計，象徵著主辦國的波浪、山脉和雪，是在歷屆夏季奧運會或冬季奧運會中的首次。同時，本屆冬奧會獎牌設計的另一特色是每面獎牌上的花紋圖案亦不一樣，也突破了歷屆奧運會的限制。另外，本屆賽事的獎牌是眾多屆奧運會中最重的一面，約重500至576克。
|          | 金牌 | 銀牌 | 銅牌 |
| -------- | ---- | ---- | ---- |
| 正面設計 |      |      |      |
| 背面設計 |      |      |      |

### 吉祥物

2010年冬奧吉祥物。

2010年冬季奧運和殘奧的吉祥物於2007年11月27日公報，當中魁特奇（Quatchi）和米加（Miga）為冬奧吉祥物，而苏米（Sumi）則是殘奧吉祥物。魁特奇是北美大腳野人，而米加是虎鯨和柯莫德熊的混合體，苏米則為戴虎鲸帽子的动物保护神。另外，本屆冬季奧運有一隻非官方的吉祥物，名為Mukmuk，是一種稀有的温哥华岛土拨鼠，它會於比賽場館以外的地方出現。

## 參賽國家及地區
2010年冬季奧林匹克運動會共有82個國家或地區參與，當中開曼群島、哥倫比亞、加納、黑山、巴基斯坦、秘魯和塞爾維亞均是首次參賽，而缺席上屆賽事的墨西哥、牙買加及摩洛哥均再次參賽。歐洲國家盧森堡本派出兩位運動員參賽，但由於其中一人賽事受傷，另一代表未能在開幕式前報名，均無緣是屆冬季奧運。另外，包括哥斯達黎加、肯尼亚、馬達加斯加、泰國、美屬维尔京群島以及委內瑞拉等上屆的參賽國家也未有派出運動員參與今屆的任何賽事。
下表為參與國家或地區的名單，括號內的數字為運動員數目：
| - 阿尔巴尼亚 (1) - 阿尔及利亚 (1) - 安道尔 (6) - 阿根廷 (7) - 亚美尼亚 (4) - (40) - 奥地利 (81) - 阿塞拜疆 (2) - 白俄罗斯 (50) - 比利时 (9) - 百慕大 (1) - 波斯尼亚和黑塞哥维那 (5) - 巴西 (5) - 保加利亚 (19) - 加拿大 (206)（東道主） - 开曼群岛 (1) - 智利 (3) - 中国 (90) - 哥伦比亚 (1) - 克罗地亚 (18) - 塞浦路斯 (2) - 捷克 (92) - 丹麦 (18) - 爱沙尼亚 (30) - 埃塞俄比亚 (1) - 芬兰 (95) - 法国 (108) - (8) | - 德国 (153) - (1) - 英国 (52) - 希腊 (7) - 中国香港 (1) - 匈牙利 (16) - 冰岛 (4) - 印度 (3) - 伊朗 (4) - 爱尔兰 (6) - 以色列 (3) - 意大利 (109) - 牙买加 (1) - 日本 (94) - (38) - 朝鲜 (2) - 韩国 (46) - (2) - 拉脱维亚 (59) - 黎巴嫩 (3) - 列支敦士登 (7) - 立陶宛 (8) - 马其顿 (4) - 墨西哥 (1) - 摩尔多瓦 (7) - 摩纳哥 (6) - 蒙古 (2) | - (1) - 摩洛哥 (1) - 尼泊尔 (2) - 荷兰 (34) - 新西兰 (16) - 挪威 (99) - 巴基斯坦 (1) - 秘鲁 (3) - 波兰 (50) - 葡萄牙 (1) - 罗马尼亚 (29) - 俄罗斯 (177) - 圣马力诺 (2) - 塞内加尔 (1) - 塞尔维亚 (10) - 斯洛伐克 (73) - 斯洛文尼亚 (50) - 南非 (2) - 西班牙 (18) - 瑞典 (106) - 瑞士 (146) - 中华台北 (1) - (1) - 土耳其 (5) - 美国 (215) - 乌克兰 (47) - (3) |

## 奖牌榜
*   主办国家/地区（加拿大）
| 排名                      | 国家 / 地区               | 金牌 | 銀牌 | 銅牌 | 总计 |
| ------------------------- | ------------------------- | ---- | ---- | ---- | ---- |
| 1                         | 加拿大（CAN）*            | 14   | 7    | 5    | 26   |
| 2                         | 德国（GER）               | 10   | 13   | 7    | 30   |
| 3                         | 美国（USA）               | 9    | 15   | 13   | 37   |
| 4                         | 挪威（NOR）               | 9    | 8    | 6    | 23   |
| 5                         | 韩国（KOR）               | 6    | 6    | 2    | 14   |
| 6                         | 瑞士（SUI）               | 6    | 0    | 3    | 9    |
| 7                         | 中国（CHN）               | 5    | 2    | 4    | 11   |
| 7                         | 瑞典（SWE）               | 5    | 2    | 4    | 11   |
| 9                         | 奥地利（AUT）             | 4    | 6    | 6    | 16   |
| 10                        | 荷兰（NED）               | 4    | 1    | 3    | 8    |
| 11–26                     | 查看剩余部分              | 14   | 27   | 32   | 73   |
| 总计（共26个国家 / 地区） | 总计（共26个国家 / 地区） | 86   | 87   | 85   | 258  |

## 賽事焦點

### 第一天
- 跳台滑雪﹕本屆冬季奧運的首位金牌由瑞士男子運動員阿曼以276.5分摘下[37]。
- 短道速滑﹕世界紀錄保持者，中國的王濛於女子500米預賽中以43秒926刷新奧運紀錄[38]。
- 短道速滑﹕男子1500米決賽中，大熱門南韓隊由於隊員失誤的關係，僅由李政洙奪金，未能全取三面獎牌[39]。
- 自由式滑雪﹕來自美國的汉娜-基尔尼於女子雪上技術小項力壓上屆金牌得主詹妮弗-海尔，為美國贏得是屆奧運的第一金[40]。

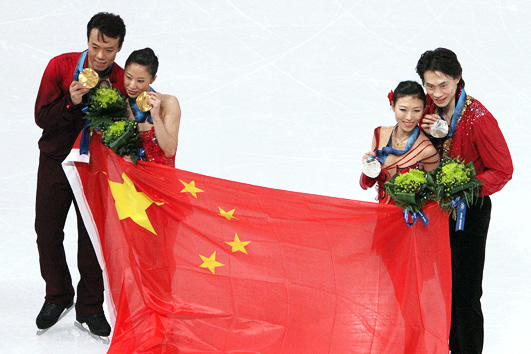
中國隊金牌得主趙宏博等人

### 第二天
- 冬季兩項﹕法國的万杰伊在男子10公里競速賽以24分07秒80的成績為其國家贏得本屆冬季奧運的第一面金牌[41]。
- 雪橇﹕年僅二十歲的德國運動員洛奇於男子個人小項以最早時間到達終點，摘下金牌。現時他是歷屆冬季奧運最年輕的雪橇金牌得主[42]。
- 自由式滑雪﹕男子雪上技巧賽，來自加拿大的比洛多以0.17分力壓美國對手，贏得冠軍[43]。
- 速度滑冰﹕捷克的萨布里科娃在女子3000米小項以4分02秒53完成賽事，成功掄元[44]。

### 第三天
- 越野滑雪﹕瑞典女子卡拉在10公里自由式賽率先到達終點，銀牌和銅牌分別由愛沙尼亞及挪威選手取得[45]。
- 速度滑冰﹕男子500米小項，賽前大熱、南韓的李康爽僅以第七名完成賽事，無緣獎牌。雖然如此，該賽事的三面獎牌均由南韓與日本運動員瓜分，是目前唯一一個由亞洲國家包辦所有獎牌的賽事[46]。
- 花樣滑冰﹕因上屆賽事失誤，意外失落金牌的中國組合申雪/趙宏博在是屆賽事成功掄元，是冬季奧運中首個贏得該小項金牌的亞洲組合[47]。

### 第四天
- 單板滑雪﹕東道主代表里克尔在女子爭先賽決賽首先衝過終點，為加拿大增添一面金牌[48]。
- 花樣滑冰﹕衛冕冠軍、俄羅斯的普鲁申科在男子單人滑首日賽事(短節目)以90.85分暫時排名首位，美國和日本選手則以0.6分之差排名第二、三位[49]。
- 冰壺﹕本屆冬季奧運的冰壺賽事展開，世界排名第一的加拿大女隊以1分險勝瑞士[50]。
- 冰球﹕芬蘭女隊憑一記烏龍球擊敗中國隊，取得出線資格，而二戰均敗的中國則提前出局[51]。
- 速度滑冰﹕南韓的李相花在女子500米小項以0.05之差力壓德國的沃尔夫，奪得南韓於今屆賽事的第三面金牌。

### 第五天
- 冬季兩項﹕賽事大熱，於歷屆冬季奧運中奪得三面金牌的德國隊員卡蒂-维尔赫姆發揮失常，僅以第12位完成賽事，未能獲得獎牌[52]。
- 短道速滑﹕世界紀錄保持者，中國的王濛在女子500米決賽以43秒048的成績蟬聯此小項的冠軍[53]。
- 高山滑雪﹕美國的林德赛·沃恩在女子速降賽憑0.56秒的優勢力壓對手，贏得美國於是屆奧運的第三金[54]。
- 單板滑雪﹕年僅24歲，於上屆都靈冬季奧運贏得金牌的美國運動員肖恩·怀特以高難度動作「抓板向前翻腾540」取得48.4分的高分，成功衛冕冠軍[55]。
- 雪橇﹕奧地利兄弟組合—安·林格尔和沃·林格尔以0.167秒之差，力克拉脫維亞組合，第二度贏得男子雙人小項的金牌[56]。

### 第六天
- 花樣滑冰﹕於單日賽事中領先的俄羅斯選手普鲁申科在自由滑賽事由美國對手埃文·莱萨塞克反超前，取得一面銀牌[57]。
- 單板滑雪﹕來自澳洲的布莱特在女子半管道賽以接近滿分的成績贏得該小項的金牌[58]。
- 冬季兩項﹕挪威人埃·斯文德森在男子20公里小項中以10秒的距離拋離次名對手，摘下該小項的金牌[59]。
- 高山滑雪﹕挪威代表阿·斯文达尔於男子超級大回轉賽事掄元。自高山滑雪於1988年成為奧運項目後，挪威在七次的賽事中已五奪該小項的錦標[60]。

### 第七天
- 越野滑雪﹕马·比约根在女子15公里追逐賽中率先完成賽事，贏得她於本屆奧運的第二面金牌[61]。
- 钢架雪车﹕英國的阿·威廉姆斯以累積時間3分35秒64贏得女子個人賽的冠軍。此事，她從未在國際性賽事中獲得任何的獎牌[62]。
- 钢架雪车﹕東道主運動員约·蒙哥马利摘下男子個人賽的金牌，他在賽事中以0.07秒之差險勝拉脫維亞對手[63]。

### 第八天
- 短道速滑﹕中國的周洋於女子1500米決賽力壓三位南韓對手，奪得中國在本屆冬奧會中的第三面金牌，是中國目前最出色的冬奧會成績[64]。
- 短道速滑﹕韩国选手李政洙和他的队友李昊锡在男子1000米决赛中包揽金银牌[65]。
- 速度滑冰﹕荷兰选手图特以0.53秒的优势获得金牌，成为38年来第一个赢得男子1500米比赛的荷兰人[66]。
- 跳台滑雪﹕瑞士的西蒙-阿曼在大台小項以總分283.6分擊敗次名的波蘭對手，贏得他於冬季奧運中的第4面金牌，是現時奪得最多奧運金牌的跳台滑雪運動員[67]。
- 自由式滑雪﹕女子空中技巧賽資格賽，衛冕冠軍、瑞士的勒乌因一個失誤未無法晉級決賽，無緣獎牌[68]。

### 第九天
- 冰球﹕世界排名居首的美國與次名的加拿大於分組賽碰面，最終美國以5:3擊敗對手，取得出線資格[69]。
- 速度滑冰﹕荷蘭於這項目再下一城，奪得女子1500米小項的金牌[70]。
- 冰壺﹕女子組循環賽第八輪，年前世界錦標賽冠軍的中國與亞軍加拿大對賽。中國最終在附加回合中擊敗對手，在循環賽排名第三位[71]。

### 第十天
- 花樣滑冰﹕東道主組合瓦尔图/莫伊尔在冰舞自由滑取得110.42分掄元，是自1976年冬季奧運後，首次由非歐洲國家奪得這殊榮[72]。
- 自由式滑雪﹕男子輕中技巧賽預賽，上屆冠軍韓曉鵬排名21位出局，取爭衛冕失敗[73]。
- 跳台滑雪﹕奧地利以70分的差距拋離亞軍德國，贏得團體賽的金牌。至於世界錦標賽冠軍得主日本僅能以第5完成賽事[74]。
- 越野滑雪﹕挪威於這項目再有進帳，佩特森/皮特在男子團體競速賽上摘下金牌。

### 第十一天
- 高山滑雪﹕男子回轉賽，來自瑞士的卡·冉卡率先到達終點，贏得該小項的冠軍[75]。
- 冬季兩項﹕俄羅斯在女子接力賽超越德國，衛冕金牌[76]。
- 速度滑冰﹕南韓的李承勋在男子10000米小項憑荷蘭對手的失誤，奪得亞洲第一面長距離賽事的金牌[77]。
- 花樣滑冰﹕女子單人滑賽事展開，南韓的金妍兒在首日賽事暫時領先[78]。

### 第十二天
- 短道速滑﹕女子3000米接力賽，首先到達終點的南韓因犯規被取消資格，金牌由中國取得，打破南韓於這小項的四連冠紀錄。
- 自由式滑雪﹕澳洲名將拉斯拉以較高的得分力壓上屆賽事的銀牌得主李妮娜，為澳洲奪得是屆奧運的第二面金牌[79]。
- 冰球﹕世界排名第9位的斯洛伐克於男子組半準決賽意外淘汰排名第3的瑞典，晉身半決賽。

### 第十三天
- 花樣滑冰﹕本屆奧運的最後一面花樣滑冰金牌由南韓的金妍兒奪得，她於女子單人滑賽事中以23分的差距力壓日本的浅田真央[80]。
- 自由式滑雪﹕連續兩屆冬季奧都無緣冠軍的白俄羅斯人辛斯基於今屆賽事贏得他的首面奧運金牌，他在男子空中技巧賽以1分力克美國對手[81]。
- 冰壺﹕女子組半決賽，瑞典以9-4大勝中國出線決賽，另一場賽事，加拿大則以1分險勝瑞士[82]。
- 冰球﹕東道主加拿大在女子組決賽以2-0輕取美國，造成三連冠美夢[83]。

### 第十四天
- 冰壺﹕女子組決賽由瑞典與加拿大對決，最終前者在附加局中取得1分，以局分7-6擊敗東道主，成為首支於冬季奧運的衛冕冠軍[84]。
- 短道速滑﹕王濛在女子1000米賽事再下一城，奪得她在這屆奧運的第三金，為中國包辦短道速滑項目女子組賽事的所有金牌[85]。

### 第十五天
- 單板滑雪﹕38歲的加拿大代表安德森在男子平行回轉賽決賽率先完成賽事，再為東道主增添一金[86]。
- 高山滑雪﹕意大利於最後一日的賽事奪得他們的首面金牌。拉佐利在男子小回轉領先對手0.16秒成為冠軍[87]。
- 冰壺﹕東道主加拿大在男子組決賽以6-3擊敗挪威，以11場不敗的姿態掄元[88]。

### 第十六天
- 越野滑雪﹕挪威的诺瑟格在男子50公里小項拿下國家隊於本屆冬奧會中的最後一金。
- 冰球﹕東道主加拿大在男子組決賽憑中場隊員格罗斯比的一記黃金入球戰勝美國，再於冰球項目摘下金牌[89]。

## 比赛项目
本届冬奥会共设7个运动，15个大项，當中本屆冬季奧運進行了不少的改革，如冰球項目首次利用NHL標準的球場(200 ft × 98.5 ft) 取代舊有制度(200 ft × 85 ft)。同時，國際奧委會在2006年11月28日決定把追逐賽加入為自由式滑雪的新小項。不過其他的建議如冬季兩項男女子混合接力、混雙冰壺、女子跳台滑雪、團體高山滑雪、團體雪車、雪橇以及钢架雪车均被否決。
以下為本屆冬季奧運的比賽項目：
- 冬季两项
- 雪车
  - 雪车
  - 钢架雪车
- 冰壶
- 冰球
- 雪橇
- 滑冰
  - 短道速滑
  - 花样滑冰
  - 速度滑冰
- 滑雪
  - 高山滑雪
  - 越野滑雪
  - 自由式滑雪
  - 北欧两项
  - 跳台滑雪
  - 单板滑雪

## 場地

### 比賽場地
| 場地                           | 照片 | 地點                             | 比賽項目                               | 賽時座位數 | 備註                                                                            | 參考資料 |
| ------------------------------ | ---- | -------------------------------- | -------------------------------------- | ---------- | ------------------------------------------------------------------------------- | -------- |
| 加拿大冰球場                   |      | 溫哥華市                         | 冰球（主要場館）                       | 18,630     | 原稱通用汽車體育館；奧運期間稱為加拿大冰球場（Canada Hockey Place）；2010年7月後至今為羅渣士體育館 | [ 91 ]   |
| 塞浦勒斯度假區                 |      | 西溫哥華區                       | 自由式滑雪、单板滑雪                   | 8,000      |                                                                                 | [ 92 ]   |
| 太平洋體育館                   |      | 溫哥華市                         | 花样滑冰、短道速滑                     | 14,239     |                                                                                 | [ 93 ]   |
| 列治文奧林匹克競速滑冰館       |      | 列治文市                         | 速度滑冰                               | 8,000      |                                                                                 | [ 94 ]   |
| 不列颠哥伦比亚大學冬季體育中心 |      | 大學保留地（不列颠哥伦比亚大學） | 冰球（次要場館）                       | 7,200      |                                                                                 | [ 95 ]   |
| 溫哥華奧運及殘奧中心           |      | 溫哥華市                         | 冰壶                                   | 6,000      |                                                                                 | [ 96 ]   |
| 惠斯勒黑梳山                   |      | 威士拿                           | 高山滑雪                               | 7,600      |                                                                                 | [ 97 ]   |
| 威士拿奧運公園                 |      | 威士拿                           | 冬季两项、越野滑雪、北欧两项、跳台滑雪 | 6,000      |                                                                                 | [ 98 ]   |
| 威士拿滑行中心                 |      | 威士拿                           | 雪车、钢架雪车、雪橇                   | 12,000     |                                                                                 | [ 99 ]   |

### 非比賽場地

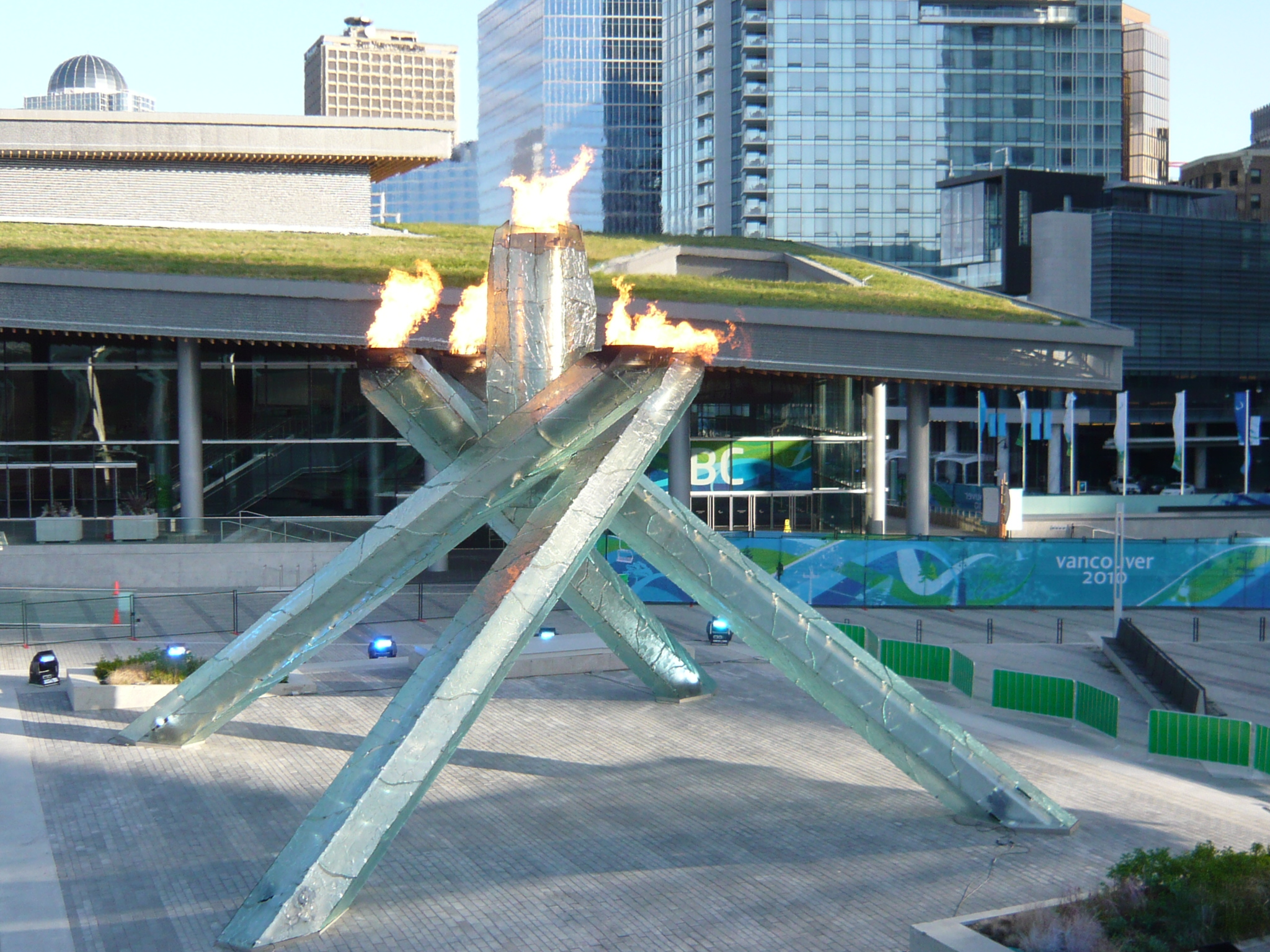
位於高豪港的室外冬奥聖火台（日間）

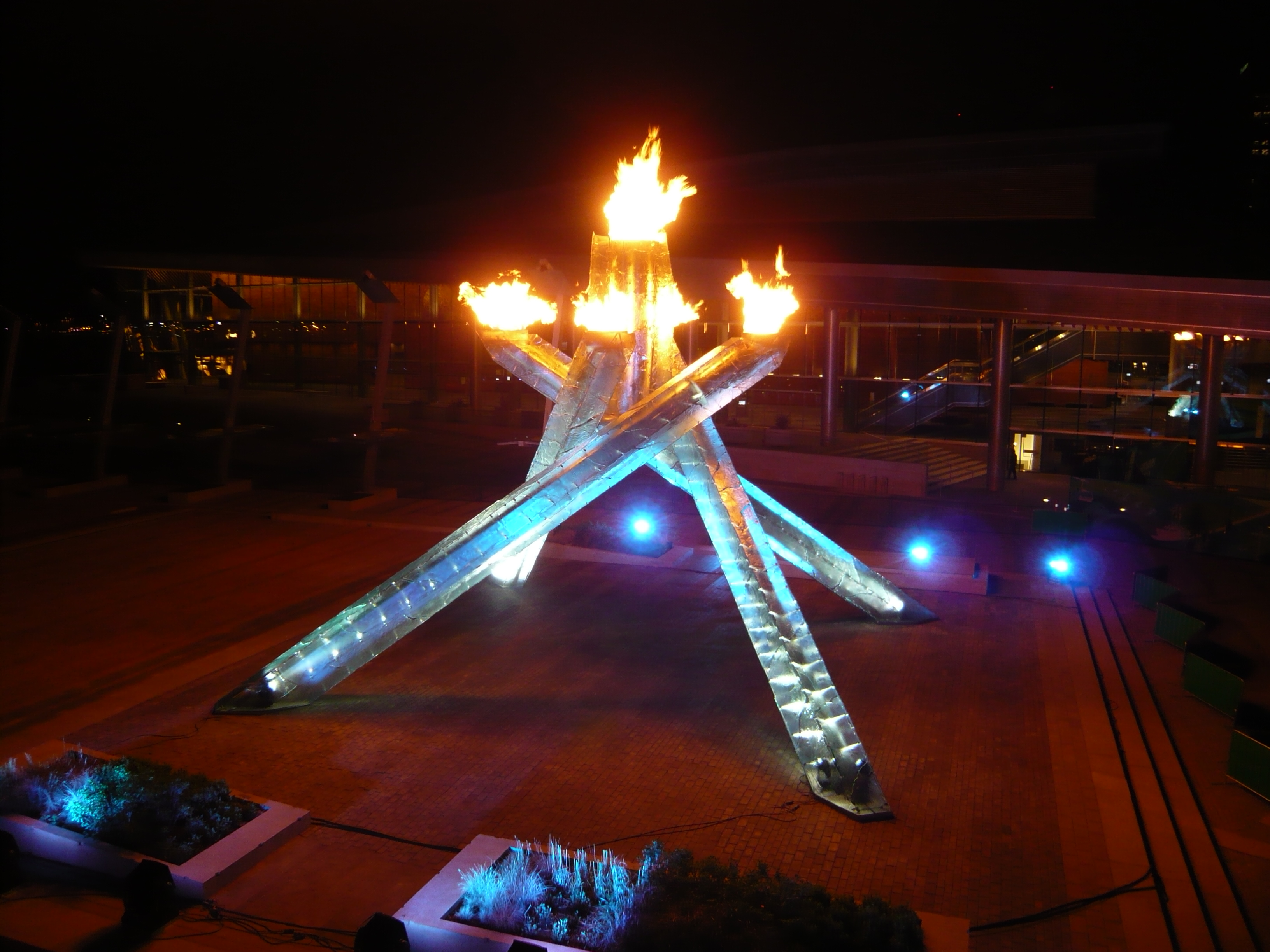
位於高豪港的室外冬奥聖火台（晚間）

卑詩體育館是首個舉行冬季或夏季奥運會開幕和閉幕禮的室內場館，而為安全起見，館内聖火盆在開幕禮中被點燃後不能長期燃燒。有見及此，當局在溫哥華市中心離卑詩體育館約2公里的高豪港（Coal Harbour）岸邊國際廣播中心旁設置一個室外冬奥聖火台，是歷屆冬季和夏季奥運會之中首次設置與開幕禮場館分離的聖火台。
| 場地                   | 照片 | 地點     | 用途                         | 參考資料 |
| ---------------------- | ---- | -------- | ---------------------------- | -------- |
| 卑詩體育館             |      | 溫哥華市 | 開幕式、閉幕式、每晚頒獎儀式 | [ 103 ]  |
| 溫哥華會議展覽中心     |      | 溫哥華市 | 媒體中心                     | [ 104 ]  |
| 溫哥華奧運選手村       |      | 溫哥華市 | 選手村                       | [ 105 ]  |
| 威士拿媒體中心         |      | 威士拿   | 媒體中心                     | [ 106 ]  |
| 威士拿奧運及殘奧選手村 |      | 威士拿   | 選手村                       | [ 107 ]  |
| 威士拿奧運慶典廣場     |      | 威士拿   | 頒獎儀式                     | [ 108 ]  |

## 火炬传递

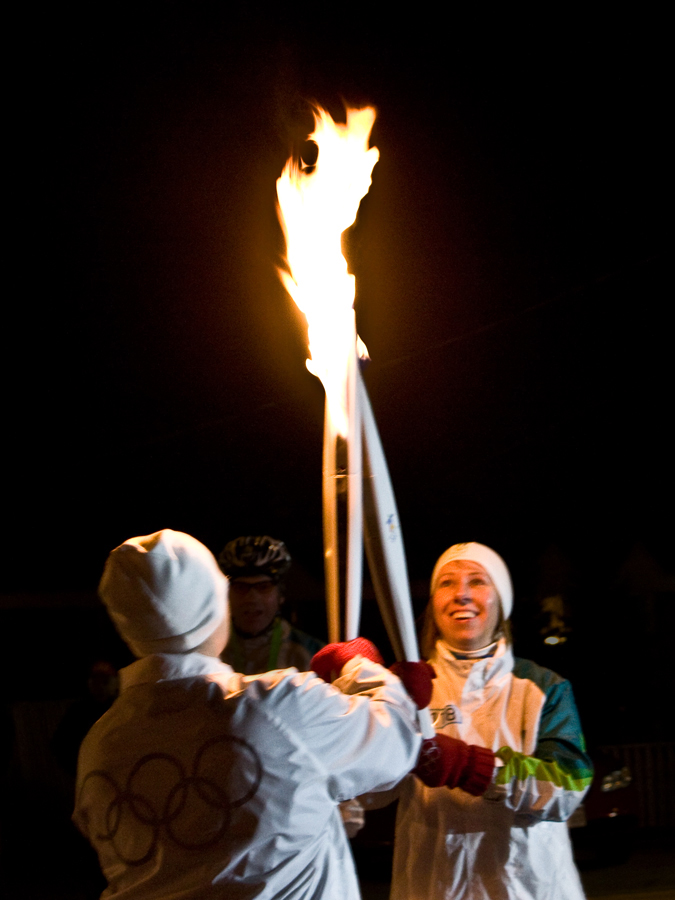
火距手於蒙克頓進行接力

本届奥运会火炬传递除在希腊雅典採火外，由於為避免2008年北京奧運海外示威者搶奪聖火的事件發生，因此全程均在加拿大境内进行
。火炬于2009年10月30日在卑詩省首府维多利亚開始，以12000名火炬手以接力方式傳递，足迹遍及加拿大1000多個大小城镇。火炬全程共传递45,000公里，传递方式包括陆运、水运和空运，途經加拿大最北、最東及最南端，是歷屆冬季奥運會主辦國於境內進行火炬接力最長的路綫。火炬经过106天的传递後於2010年2月12日抵達溫哥華市中心的卑詩體育館。
火炬手中不乏名人，包括阿諾·舒華辛力加、史提夫·奈許、賈斯汀·摩爾諾、麥可·布雷、仙妮亞·唐恩、以及冰球名將韋恩·格雷茨基。
火炬的外型長1米，流線型設計，並以白色為主，內有燃料，可燃燒12分鐘。設計火炬的的庞巴迪公司表示，灵感来自于加拿大白雪覆盖的起伏地形和滑雪者冲下雪坡时在雪上留下的滑痕。

## 開幕及閉幕式

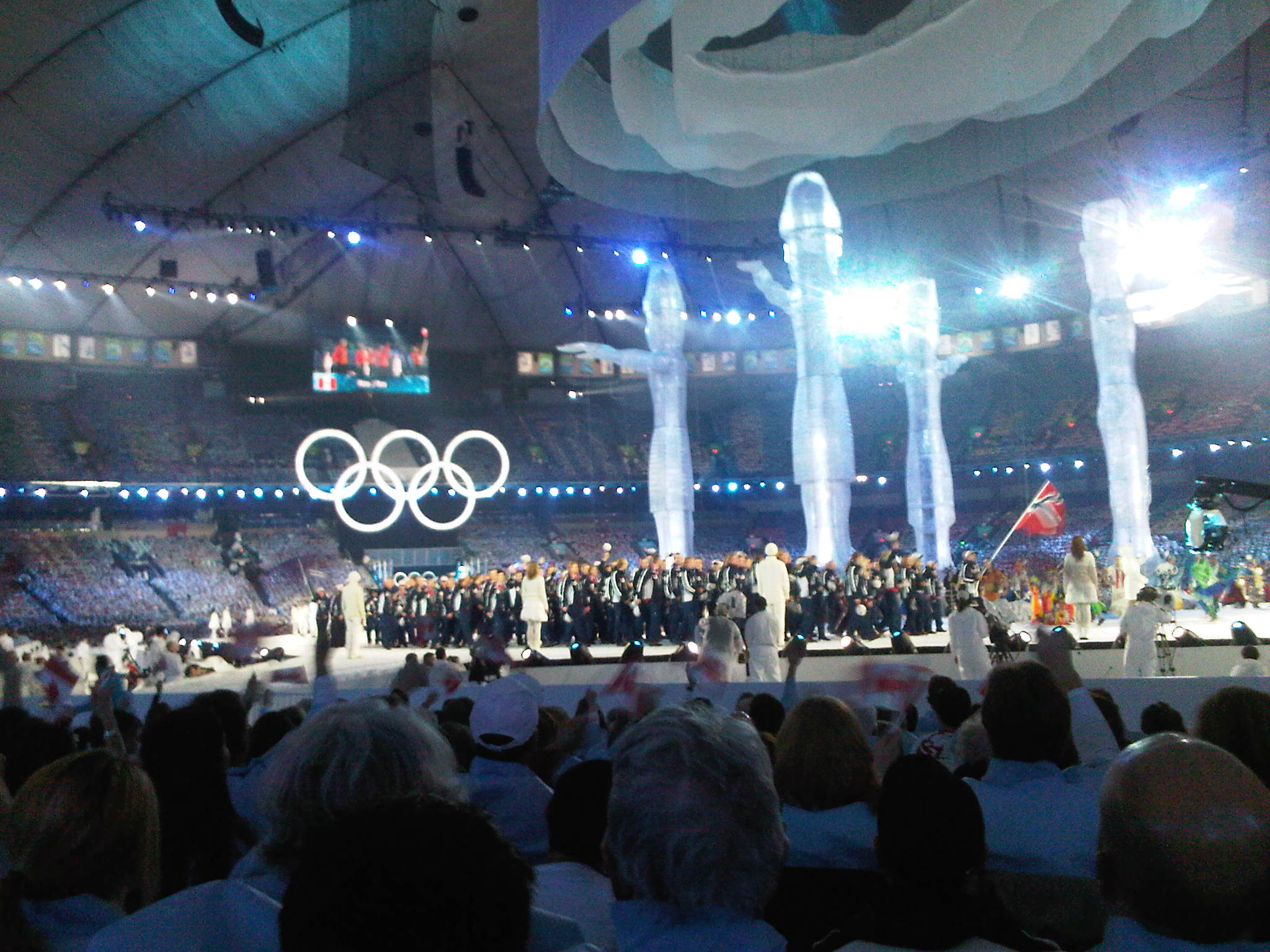
温哥华冬奥会开幕式

根据主办单位提前向转播媒体披露的指南书中的设计，开幕式上的室内主火炬应由一根冰块形状的主火炬柱和四根“欢迎柱”组成篝火形状，并且将由4名加拿大火炬手在场地四周同时点燃四根交错的“欢迎柱”。当点火仪式举行前，全场出现大约1分钟的停顿（原因见下），不久后，只有三根“支柱”从体育场下升起，造成其中一名火炬手手中的火炬成了“摆设”，点火仪式成了“三缺一”。事后，温哥华奥组委官方发言人史密斯-瓦拉德接受采访时承认这一失误，他表示：“可能是出现了液压问题，最终火炬的点燃并没有和我们计划中一样进行。”體育館内的聖火台點燃後，最後一位火距手韋恩·格雷茨基持火炬乘車將聖火從體育館運送至高豪港的室外冬奥聖火台。
為了補救開幕式主火炬點燃“三缺一”的遣憾，主辦單位在閉幕式之中刻意加插安排了一場表演，令原先失靈的第四根聖火柱幽默回歸。在閉幕式一開始時，主辦單位用温馨幽默的手法以一名打扮成電匠的小丑演員，吃力地埋在洞裏「搶修」，然後從洞裏爬出，匠忙不迭的，拿起電線，緊緊的接住另一頭的插座，接著從第四根聖火柱開始移動，在「接電」成功後，聖火柱依開幕式的計劃，緩緩上升再倒向其他已上升的三根聖火柱，然後四根聖火柱加火盤組合的終於完成火炬造型，最後，一度成為了“虛設”的“三缺一”火炬手，之前未能依計劃點燃聖火的2002年冬奧速滑金牌選手卡特里奥娜·勒梅多恩再次出現，她重獲點燃聖火的機會，並且這次只有她一人，是全場焦點。這項具有創意的安排，不但赢得了在場觀衆的歡笑和掌聲，更成為了各地傳媒的一時佳話。有外國傳媒說，以後大家也不會記得開幕式失靈的第四根火炬，因為最後修好了。

## 嚴重事故

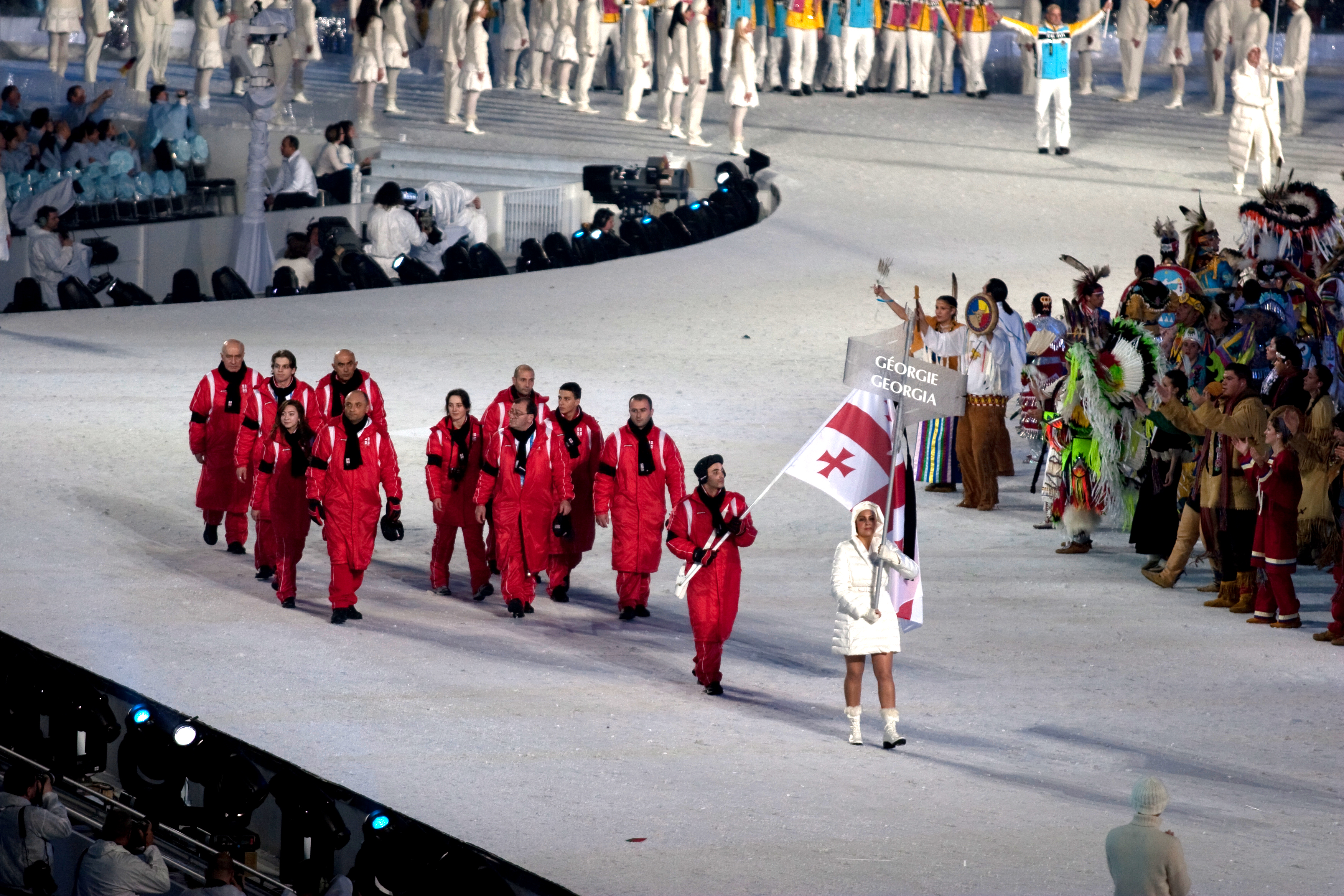
格魯吉亞代表團進場

### 格鲁吉亚運動員意外事故
於開幕當日，格魯吉亞雪橇运动员诺达尔·库马里塔什维利於威士拿備賽時被拋出，撞到鋼柱受伤，最终于当地时间周五不治身亡，終年二十一歲。成為自1964及1992冬奧后第四位於奧運期間死亡的運動員。國際雪橇協會於意外後召開緊急會議，所有練習取消。
在開幕禮，格魯吉亞旗幟掛上黑布條，該國運動員亦帶上黑頸巾以示悼念。而大會當局亦在開幕禮之中為他默哀及下半旗。

## 爭議

### 女子跳台滑雪
IOC在2006年以女子跳台滑雪作為一個運動項目尚未發展齊全，並不符合許多作為奧運項目的基本條件為由，投票決定不包括女子跳台滑雪在2010年的冬季奧運項目內。這項決定引起了加拿大女子跳台滑雪國家隊的不滿，並因此向加拿大人權委員會投訴這決定的性別歧視元素，但最終投诉失败。

### 日本速滑服疑似透视争议
德国《柏林日报》报道高木美帆等日本速滑队员的着装为透视装，透过速滑服可以看到内衣。也有網民討論認為是設計顏色不當引起觀眾誤會，而那部份實際上為特別素材。

### 美國轉播商插播另類節目
在閉幕式期間，美國國家廣播公司在聖火熄滅後插播"The Marriage Ref"清談節目。閉幕式的演唱會部份在其廣播網完成放送本地新聞後繼續播出。此舉令到很多人在推特微博服務和其他社會交流網站表達不滿。

### 禁藥醜聞
2016年12月23日，IOC宣布將重驗俄羅斯運動員的樣本。而相關報告指出俄羅斯的禁藥醜聞起源於該屆冬季奧運會上的慘敗而開始，並且使其在下屆在自家門口衝到第1名的位置。

## 媒體轉播
- ：第九頻道、Foxtel
- 巴西：TV Record[131]
- 加拿大：CTVglobemedia（英语：CTVglobemedia）和羅渣士傳媒旗下的電視台和電台，包括：CTV電視網、TQS（英语：TQS）、he Sports Network（英语：The Sports Network）、RDS（英语：Réseau des sports）、RIS（英语：Réseau Info-Sports）、羅渣士體育網、多元文化電視台、OLN（英语：OLN）、CTV新聞網等。
- 中国大陆：中国中央电视台
- 歐洲：歐洲廣播聯盟的成員廣播公司（除了英國的獨立電視台和意大利的RAI）。[132]英國廣播公司和天空廣播公司分別持有英國和意大利的轉播權。[133]
- 香港：香港有線電視[134]
- 澳門：澳門廣播電視股份有限公司
- 日本：NHK、民間電視132社
- 墨西哥：Televisa、TV Azteca
- 新西兰：TVNZ
- ：轉播權由SBS投得，但SBS已表示會與韓國放送公社和韓國文化廣播公司共享轉播權。[135]
- 臺灣：愛爾達電視
- 美国：NBC環球旗下的無綫和有綫電視台，包括全國廣播公司